# 万能㹴
萬能㹴（英語：Airedale Terrier，通常簡稱為“萬能”），也叫賓利㹴，濱水㹴，是起源於河艾爾谷（戴爾），在英格蘭約克郡的西部騎馬品種的㹴類犬。傳統上被稱為“㹴之王”，因為它是世界上最大的㹴品種。在英國，這個品種也被用來作為戰爭犬，導盲犬和警犬。